# Васюнін Артем Олегович
Артем Олегорич Васюнін (угор. Artyom Vaszjunyin, нар. 26 січня 1984, Київ, Українська РСР, СРСР) — український і угорський хокеїст, крайній нападник. Гравець національної збірної Угорщини.

## Біографія
Син бронзового призера чемпіонату СРСР у складі київського «Сокола» Олега Васюніна. Хокеєм почав займатися в Угорщині, де в той час грав його батько. Учасник молодіжного чемпіонату світу-2004 в складі команди Угорщини. Того року Федерація хокею України запрошувала гравця до складу своєї збірної. Артем Васюнін відмовився, хоча мав українське громадянство. У 2005—2012 роках захищав кольори національної збірної Угорщини. Учасник відбіркового турніру на Олімпійські ігри і трьох чемпіонатів світу, у тому числі 2009 року — в елітному дивізіоні.  
На клубному рівні захищав кольори команд «Альба Волан» (Секешфегервар), «Ференцварош» (Будапешт), «Дунаферр», «Дунайвароші Ацельбікак» (Дунауйварош) і «Дебрецен». Його клуби виступали у чемпіонаті Угорщини, Ерсте лізі і Австрійській хокейній лізі. У складі команди з Секешфегервару чотири рази здобував перемоги в чемпіонаті Угорщини.

## Досягнення
- Чемпіон Угорщини (4): 2008, 2009, 2010, 2011

## Статистика
Статистика клубних виступів:
| Турнір                 | Регулярний сезон | Регулярний сезон | Регулярний сезон | Регулярний сезон | Регулярний сезон | Плей-оф | Плей-оф | Плей-оф | Плей-оф | Плей-оф |
| Турнір                 | І                | Г                | П                | О                | ШХ               | І       | Г       | П       | О       | ШХ      |
| ---------------------- | ---------------- | ---------------- | ---------------- | ---------------- | ---------------- | ------- | ------- | ------- | ------- | ------- |
| Чемпіонат Австрії      | 190              | 13               | 15               | 28               | 53               | 5       | 0       | 0       | 0       | 0       |
| Чемпіонат Австрії (Д2) | 19               | 11               | 9                | 20               | 6                | 5       | 0       | 3       | 3       | 4       |
| Ерсте-ліга             | 200              | 44               | 83               | 127              | 150              | 36      | 8       | 13      | 21      | 24      |
| Чемпіонат Угорщини     | 93               | 23               | 41               | 64               | 28               | 32      | 7       | 10      | 17      | 35      |
| Усього                 | 502              | 91               | 148              | 239              | 237              | 78      | 15      | 26      | 41      | 63      |
| Континентальний кубок  | 9                | 1                | 0                | 1                | 4                | 0       | 0       | 0       | 0       | 0       |

Статистика виступів у збірній Угорщини:
| Сезон   | Головні турніри                 | Головні турніри | Головні турніри | Головні турніри | Головні турніри | Головні турніри | Усього | Усього | Усього | Усього | Усього |
| Сезон   | Назва турніру                   | І               | Г               | П               | О               | ШХ              | І      | Г      | П      | О      | ШХ     |
| ------- | ------------------------------- | --------------- | --------------- | --------------- | --------------- | --------------- | ------ | ------ | ------ | ------ | ------ |
| 2005-06 |                                 |                 |                 |                 |                 |                 | 4      | 0      | 0      | 0      | 0      |
| 2006-07 | Чемпіонат світу (група «Д1»)    | 5               | 0               | 1               | 1               | 2               | 18     | 3      | 6      | 9      | 6      |
| 2007-08 | Чемпіонат світу (група «Д1»)    | 5               | 0               | 0               | 0               | 0               | 7      | 0      | 0      | 0      | 0      |
| 2008-09 | Олімпійські ігри (кваліфікація) | 6               | 1               | 1               | 2               | 0               | 16     | 1      | 1      | 2      | 0      |
| 2008-09 | Чемпіонат світу                 | 6               | 0               | 0               | 0               | 0               | 16     | 1      | 1      | 2      | 0      |
| 2009-10 |                                 |                 |                 |                 |                 |                 | 3      | 0      | 3      | 3      | 0      |
| 2010-11 |                                 |                 |                 |                 |                 |                 | 4      | 2      | 0      | 2      | 2      |
| 2011-12 |                                 |                 |                 |                 |                 |                 | 6      | 0      | 0      | 0      | 0      |
| Усього  | Усього                          | 22              | 1               | 2               | 3               | 2               | 58     | 6      | 10     | 16     | 12     |